# Smelleken
Het smelleken (Falco columbarius) is een roofvogel uit de familie van de valkachtigen (Falconidae), en een klein valkje. De wetenschappelijke naam van de soort werd in 1758 gepubliceerd door Carl Linnaeus in de tiende editie van Systema naturae.

## Gedrag en leefwijze
Het verdedigt zijn territorium fel, maar laat zich daarbuiten graag benaderen. Het vliegt lenig en snel. Het is tamelijk honkvast, maar past zich niettemin goed aan nieuwe omgevingen aan. Het smelleken durft ook grotere dieren weerstaan, negeert straal mensen tijdens een aanval en deinst er niet voor terug door deuren en ramen volièrecomplexen, serres etc. binnen te dringen.

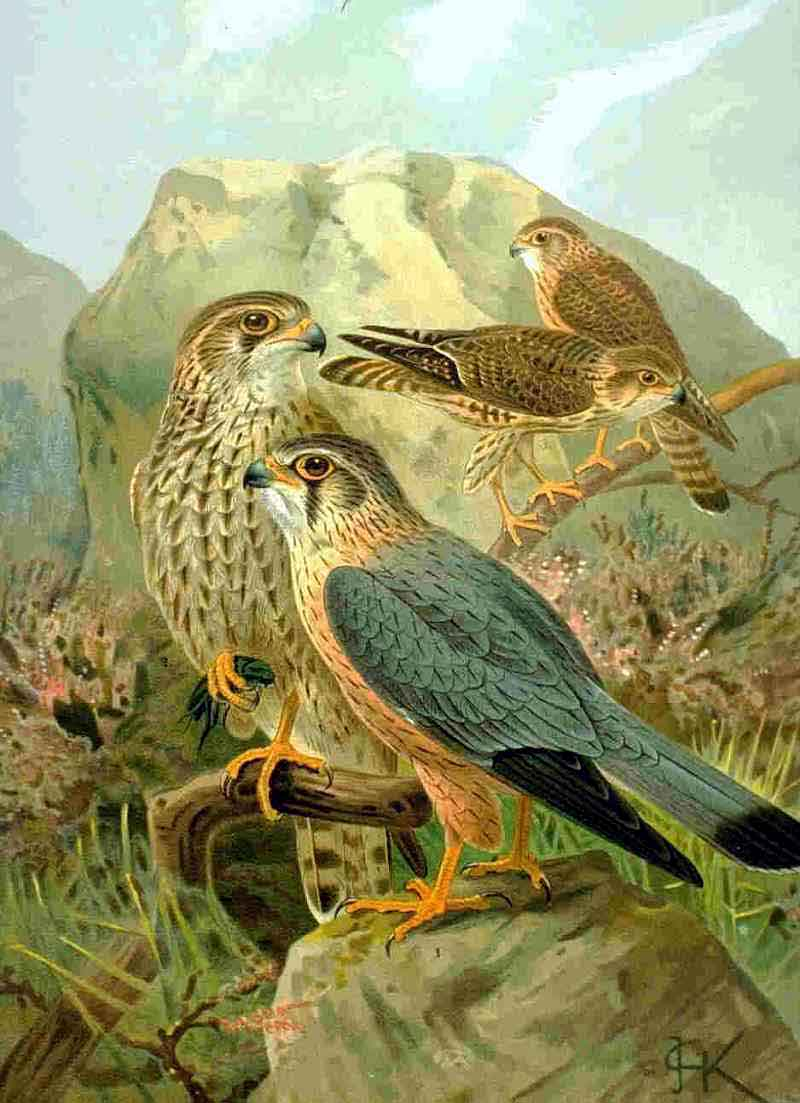
Falco columbarius
(1905), Naturgeschichte der Vögel Mitteleuropas

## Kenmerken
Het smelleken is de kleinste roofvogel van Europa, met zijn spanwijdte vanaf ca. 50 cm (mannetjes). De grootte van het vrouwtje is vergelijkbaar met die van de torenvalk, maar ze heeft een wat forser postuur. Het mannetje is van boven leigrijs; de bovenkant van het vrouwtje is donkerbruin. Zowel het mannetje als het vrouwtje hebben een lichtere onderkant.

## Leefwijze
Hij zoekt zijn voedsel het liefst op open terreinen, al dan niet voorzien van wat kleine begroeiing. Beboste gebieden worden gemeden. Het liefst jaagt hij op relatief open terreinen zoals weilanden, akkers, heidevelden. Meer dan 80% van zijn prooien bestaat uit vogels als piepers, leeuweriken, tapuiten, vinken en gorzen. De vogel is het makkelijkst te herkennen aan het vlieggedrag: hij vliegt erg snel en vlak boven de grond. Op deze manier overrompelt de vogel de kleine vogels waaruit het belangrijkste voedsel bestaat. Soms ook wordt de prooi net zo lang achtervolgd totdat deze te vermoeid is om nog te ontkomen. 

## Voortplanting
Het legsel bestaat uit vier tot vijf eieren.

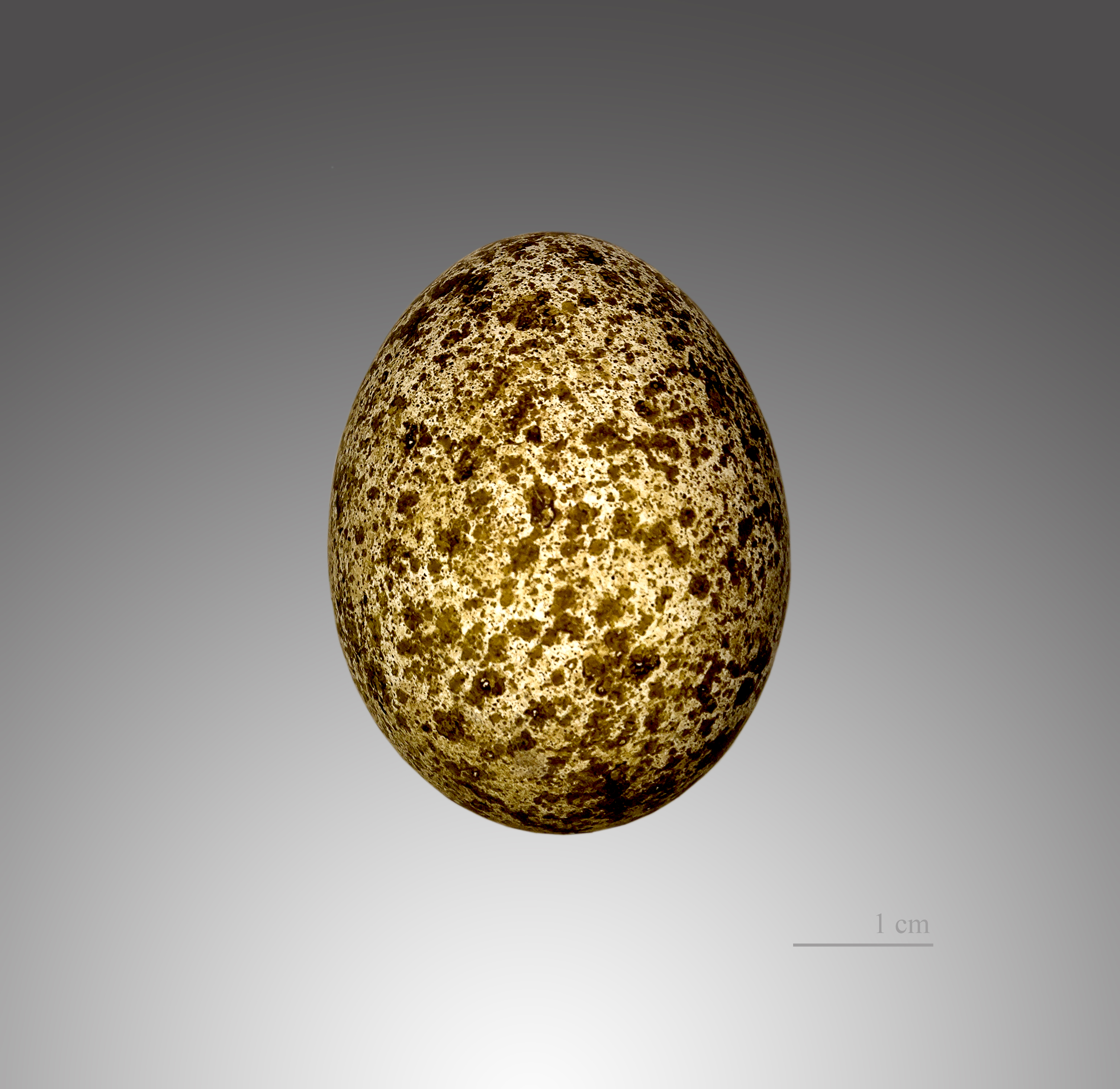
Ei van het smelleken

## Status
Halverwege de jaren vijftig begonnen de aantallen smellekens snel te dalen. In sommige gebieden halveerde het aantal per jaar. De oorzaak waren giftige stoffen als DDT, pcb's en kwik, die of de volwassen vogels vergiftigden of veel sterfte veroorzaakten onder de kuikens. Nu gaat het langzaam beter met de soort.

## Verspreiding en leefgebied
Ze broeden in het noorden van Europa, maar trekken in het najaar naar het zuiden. 
De soort telt negen ondersoorten:
- F. c. columbarius: van Alaska en Newfoundland tot de noordelijke Verenigde Staten.
- F. c. subaesalon (Brehm, 1827): IJsland.
- F. c. aesalon (Tunstall, 1771): van Europa tot noordwestelijk Siberië.
- F. c. insignis (Clark, 1907): het noordelijke deel van Centraal-Siberië.
- F. c. pacificus (Stegmann, 1929): noordoostelijk Azië.
- F. c. pallidus (Sushkin, 1900): de steppen van het westelijke deel van Centraal-Azië.
- F. c. lymani (Bangs, 1913): de bergen van het oostelijke deel van Centraal-Azië.
- F. c. suckleyi (Ridgway, 1873): van zuidoostelijk Alaska tot noordelijk Washington.
- F. c. richardsonii (Ridgway, 1871): van centraal en het zuidelijke deel van Centraal-Canada tot de noordelijk-centrale Verenigde Staten.